# Nidda
Nidda este un oraș din districtul Wetteraukreis, landul Hessa, Germania. Nidda se află 50 de km nord-est de Frankfurt pe Main și 32 de km sud-est de Gießen. Prin orașul curge râul Nidda.

## Geografie

### Comune vecinate
Nidda este delimitat în nord de orașul Laubach (districtul Gießen), în est de orașul Schotten (districtul Vogelsbergkreis) și de comuna Hirzenhain, în sud de orașul Ortenberg și de comuna Ranstadt, în sud-vest de comuna Echzell și în vest de comuna Wölfersheim (toți în districtul Wetteraukreis) și de orașul Hungen (districtul Gießen).

### Subdiviziuni

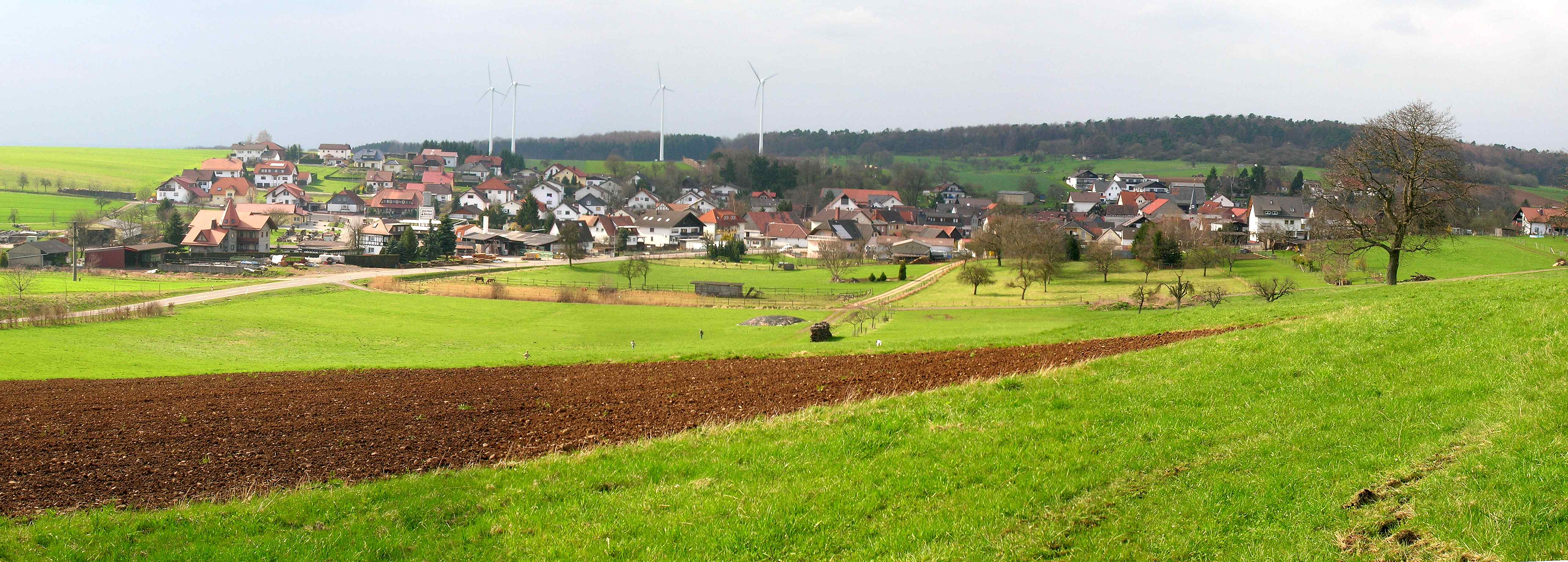
Satul Fauerbach

Orașul Nidda este subîmpărțit în optsprezece cartiere: Bad Salzhausen, Borsdorf, Eichelsdorf, Fauerbach, Geiß-Nidda, Harb, Kohden, Michelnau, Nidda, Ober-Lais, Ober-Schmitten, Ober-Widdersheim, Schwickartshausen, Stornfels, Ulfa, Unter-Schmitten, Unter-Widdersheim și Wallernhausen. Satului Ober-Lais aparține și Unter-Lais.

## Istorie

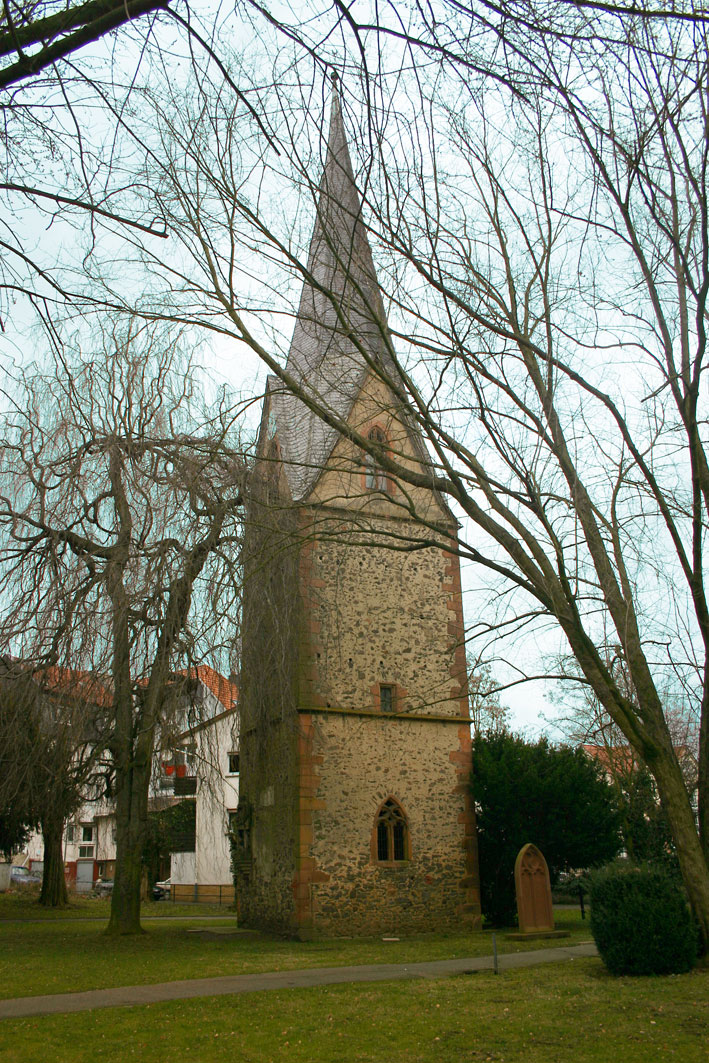
Johanniterturm (Turnul cavalerilor ioaniți)

- Cartierele de Nidda au fost documentate pentru prima oară în: Bad Salzhausen (1187), Borsdorf (1207), Eichelsdorf (1187), Fauerbach (1076), Geiß-Nidda (1234), Harb (1935), Kohden (1187), Michelnau (1187), Ober-Lais (1130), Ober-Schmitten (1449), Ober-Widdersheim (sec. al IX-lea), Schwickartshausen (1011), Stornfels (necunoscut, dar între sec. al IX-lea și sec. al XIII-lea s-a construit o cetate, care nu mai există), Ulfa (necunoscut; probabil în sec. al IX-lea / al X-lea), Unter-Schmitten (1441/42), Unter-Widdersheim (1260) și Wallernhausen (951). [3]
- Nidda a fost documentat pentru prima oară la început de secolul al IX-lea. În 1311 Nidda a obținut privilegiurile de oraș.
- Comuna "Nidda" s-a format în 1972 prin o reformă rurală în landul Hessa.

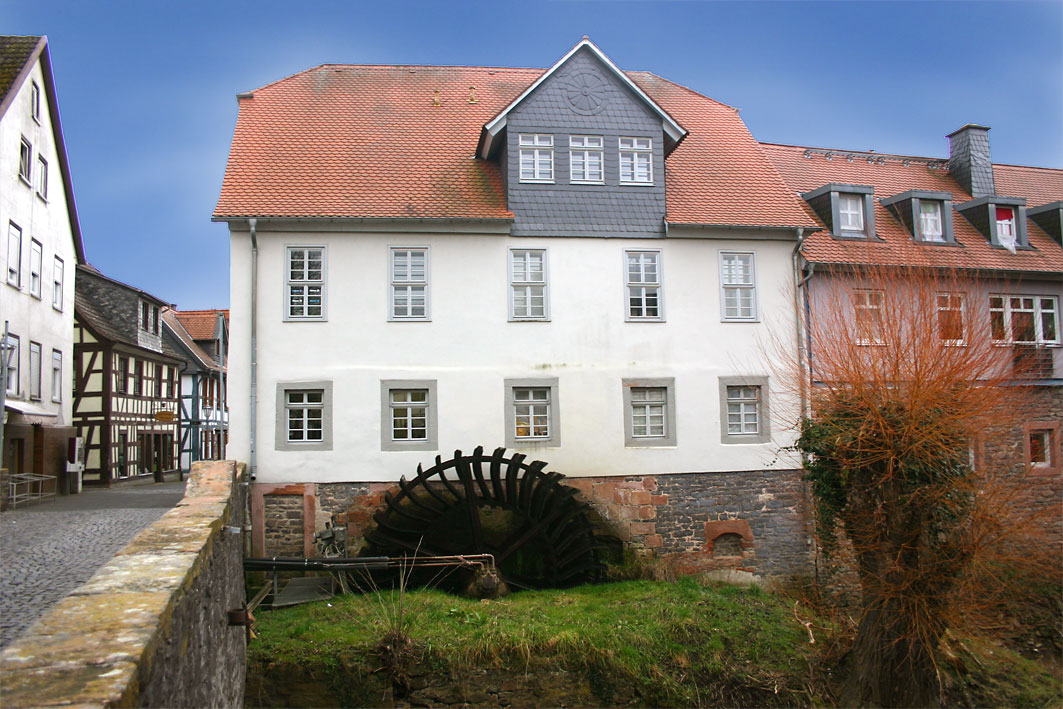
Roată de moară în Nidda

### Primar

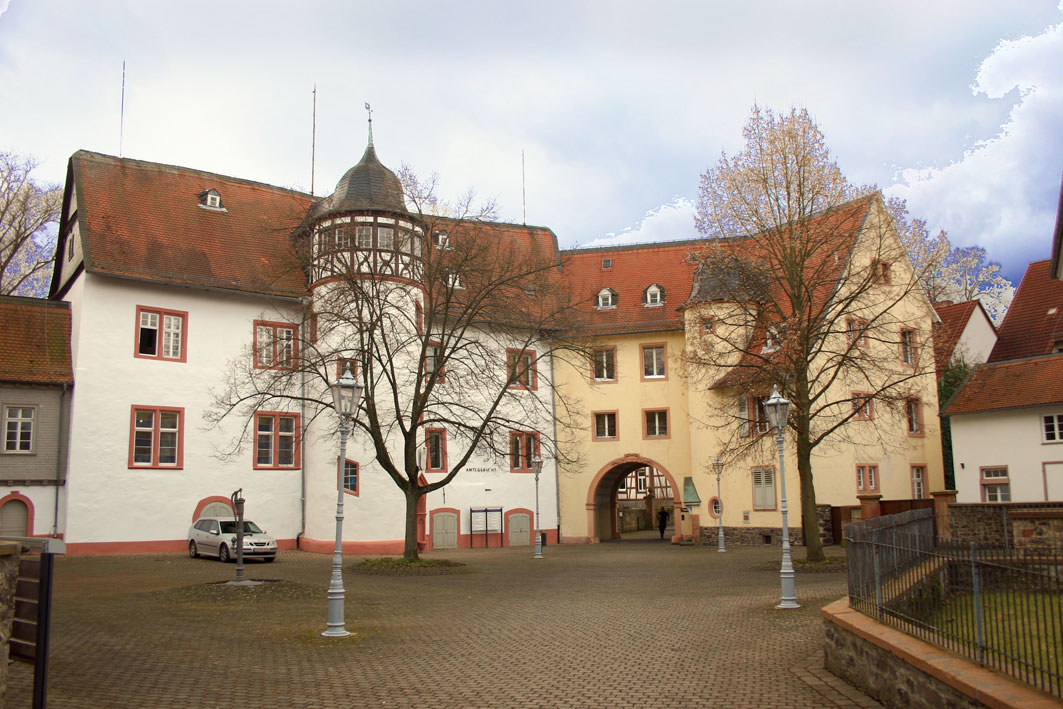
Castelul Nidda

## Obiective turistice

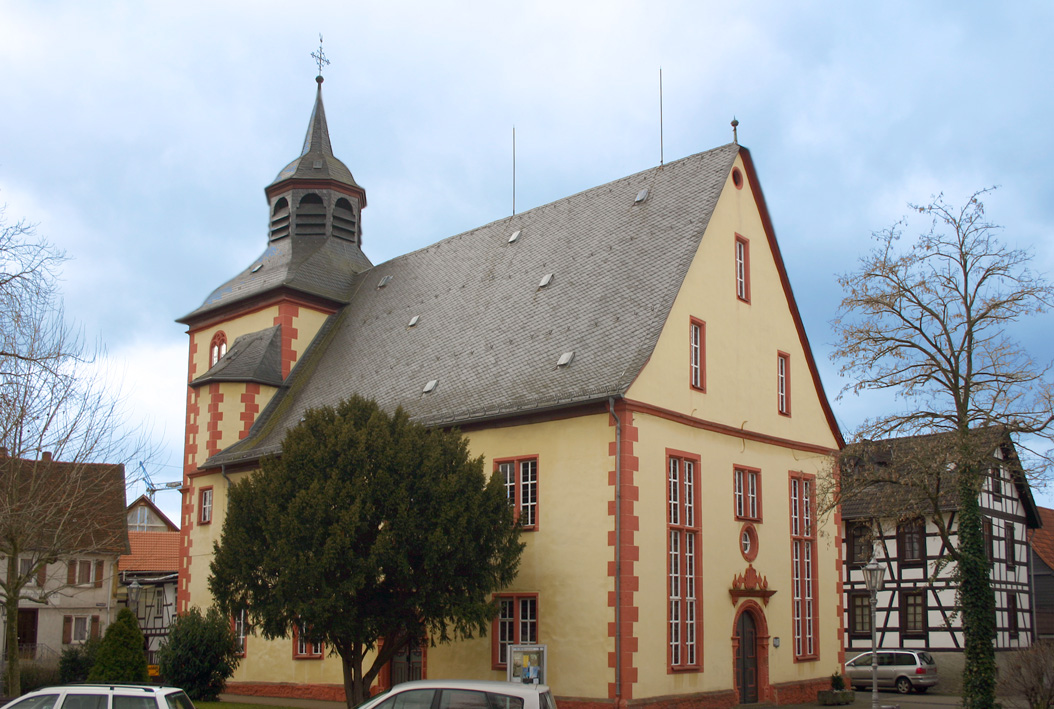
Biserica "Zum Heiligen Geist"

- Biserica "Zum Heiligen Geist" în Nidda (cea mai veche biserică-sală din Hessa)
- Carieră de bazalt lângă Michelnau
- Castelul Nidda
- Johanniterturm (Turnul cavalerilor ioaniți) în Nidda
- Menhirul Kindstein în Unter-Widdersheim (Megalit de fonolit din mileniul al III-lea î.Hr.)
- Piața veche cu fântâna în Nidda
- Stațiunea balneară Bad Salzhausen

### Muzee
- Feuerwehrmuseum (Muzeu de pompieri; adresa: Grebergasse 2, 63667 Nidda)[4]
- Heimatmuseum Nidda (Muzeul de istorie locală Nidda; adresa: Raun 1, 63667 Nidda)[5]
- Jüdisches Zimmermann-Strauß-Museum (Muzeu evreiesc de Zimmermann-Strauß; adresa: Raun 62, 63667 Nidda)[6]

## Infrastructură
Prin Nidda trec drumurile naționale B 455 (Mainz-Kastell - Schotten) și B 457 (Gießen - Gründau) și drumurile landului L 3138, L 3139, 3184, 3185 și L 3188.

### Transporturi publice
Prin orașul Nidda trec liniile de cale ferată RB 32 ("Horlofftalbahn" Nidda - Friedberg (- Frankfurt pe Main) și RB 36 („Lahn-Kinzig-Bahn” Gelnhausen - Gießen). Pe suprafața comunei se opresc la stațiile:
- Bad Salzhausen (RB 32)
- Borsdorf (RB 36)
- Häuserhof (RB 32)
- Nidda (RB 32 și RB 36)
- Ober-Widdersheim (RB 36)